# Prescott (Wisconsin)
Prescott és una població dels Estats Units a l'estat de Wisconsin. Segons el cens del 2000 tenia 3.764 habitants.

## Demografia
Segons el cens del 2000, Prescott tenia 3.764 habitants, 1.432 habitatges, i 1.006 famílies. La densitat de població era de 719,4 habitants per km².
Dels 1.432 habitatges en un 36,6% hi vivien nens de menys de 18 anys, en un 56,6% hi vivien parelles casades, en un 9,9% dones solteres, i en un 29,7% no eren unitats familiars. En el 22,2% dels habitatges hi vivien persones soles el 8% de les quals corresponia a persones de 65 anys o més que vivien soles. El nombre mitjà de persones vivint en cada habitatge era de 2,59 i el nombre mitjà de persones que vivien en cada família era de 3,08.
Per edats la població es repartia de la següent manera: un 26,4% tenia menys de 18 anys, un 9,4% entre 18 i 24, un 32,8% entre 25 i 44, un 20,5% de 45 a 60 i un 10,9% 65 anys o més.
L'edat mediana era de 34 anys. Per cada 100 dones de 18 o més anys hi havia 96,1 homes.
La renda mediana per habitatge era de 52.598 $ i la renda mediana per família de 60.237 $. Els homes tenien una renda mediana de 37.950 $ mentre que les dones 27.111 $. La renda per capita de la població era de 22.610 $. Aproximadament l'1,6% de les famílies i el 4,6% de la població estaven per davall del llindar de pobresa.

## Poblacions més properes
El següent diagrama mostra les poblacions més properes.